# Сыч, Олег Петрович
Олег Петрович Сыч (31 марта 1963, Тетиев, Киевская область) — известный украинский гандбольный тренер. Главный тренер южненского «Портовика».

## Биография
Образование высшее. Окончил Киевский Государственный институт физической культуры, играл за команду института.
Игровую карьеру завершил практически не начав, поскольку получил тяжёлую травму плеча в одной из игр за команду института на втором курсе. Спустя некоторое время вошёл в созданную при институте научно-комплексную бригаду для всестороннего изучения и внедрения научных методик в советском гандболе. Коллектив был прикреплён к женскому гандбольному клубу «Спартак». Работа в «Спартаке» в тесном контакте со знаменитым Игорем Турчиным, по признанию Сыча, дала ему толчок к дальнейшему выбору профессии и серьёзному профессиональному росту.
После окончания института по распределению попал в Бровары в качестве тренера, однако по семейным обстоятельствам был вынужден переехать в Одессу, где начал тренерскую практику в стенах ДЮСШ № 8. А вскоре, в 1986 году, перебрался в Южный, где начал тренерскую деятельность в гандбольном клубе при Морском Торговом Порте с командой девочек. В 1994 году вместе с Ильёй Богдановым и при всесторонней поддержке руководства МТП создал команду мастеров первой лиги. которая состояла из 17-18-летних учащихся ДЮСШ.
Летом 2004 года возглавил «Портовик» в качестве главного тренера и руководит им до сих пор. За время работы Сыча на посту рулевого южненский клуб впервые в своей истории стал чемпионом Украины и дебютировал в Лиге чемпионов.
В 2006 году по опросу спортивных журналистов Одессы признан лучшим тренером года Одесской области. Ежегодно входит в число лучших тренеров региона.

## Достижения на посту главного тренера «Портовика»
- Чемпион Украины 2006.
- Серебряный призёр чемпионата Украины 2001, 2003, 2005, 2007, 2008, 2010, 2014.
- Бронзовый призёр чемпионата Украины 2002, 2004, 2009, 2011, 2013.
- Финалист Кубка Украины 2013.
- Бронзовый призёр Кубка Украины 2014.
- Победитель чемпионата Украины среди команд высшей лиги 2017.